# Horisme exsoletaria
Horisme exsoletaria là một loài bướm đêm trong họ Geometridae.